# IC 1463
IC 1463 ist ein Doppelstern im Sternbild Aquarius. Das Objekt wurde am 29. August 1886 von Basilius von Engelhardt entdeckt.